# Ion Vinea
Pour la planète, voir Vinéa.
Ion Vinea, né Ioan Eugen Iovanaki, parfois écrit Iovanache ou Iovanachi le 17 avril 1895 et décédé le 6 juillet 1964, était un poète, romancier, journaliste, critique littéraire et homme politique roumain. Au début de son activité littéraire, encore adolescent, il s'est fait connaître sur la scène moderniste —sa poésie ayant toujours été bercée d'influences symbolistes— et a fondé, avec Tristan Tzara et Marcel Janco, la revue Simbolul. Plus conservateur, Vinea s'est éloigné d'eux au moment où ils acquérirent une renommée internationale au sein du mouvement Dada et fut en général considéré comme affilié à la contre-culture roumaine de gauche pendant la Première Guerre mondiale. Avec N. D. Cocea, il fut rédacteur en chef de la revue socialiste Chemarea, mais réintégra l'avant-garde littéraire dans les années 1923–1924, proche du constructivisme, du futurisme, plus épisodiquement du surréalisme.
La renommée de Vinea provient surtout de son activité de cofondateur et rédacteur en chef de Contimporanul, la principale revue d'avant-garde de Roumanie dans les années 1920, où il publia ses proses éparses. Il y développa sa critique sociale et exposa son programme de renouveau cultural, fusionnant la réinterprétation moderniste des thèmes traditionnels avec une forme de cosmopolitisme et un intérêt constant pour les avant-gardes européennes. Il s'est éloigné de l'art expérimental et de la littérature en général dans les années 1930 et a travaillé pour des journaux plus conventionnels, devanant un journaliste anti-fasciste dont la voix portait mais peu cohérent et suscitant le mépris des écrivains plus radicaux à unu par exemple. Après un mandat à la Chambre des députés, où il représenta le Parti National-paysan, Vinea se concentra sur la direction du journal de Cocea, Facla. Vers 1940, il devint un anticommuniste et antisoviétique fervent, rédacteur en chef du journal Evenimentul Zilei favorable au, voire au service du général Ion Antonescu.
Pendant les deux dernières décennies de sa vie, Ion Vinea fut constamment harcelé par les autorités de la Roumanie communiste, et interdit de publication. Poussé à la pauvreté, voire à la clandestinité, il devient le nègre de son ami romancier Petru Dumitriu, qu'il dénonça ensuite. Il exerça nombre de métiers, avant de revenir en tant que traducteur d'Edgar Allan Poe et de William Shakespeare. Il mourut d'un cancer alors même que certaines de ses œuvres étaient en cours d'impression. Vinea s'est marié quatre fois, sans compter ses multiples aventures  extra-conjugales ; sa troisième épouse, l'actrice et romancière Henriette Yvonne Stahl, était en train de finaliser l'édition de ses romans inédits, qui mirent en fiction sa propre vie à la manière du décadentisme, et lui valurent une reconnaissance posthume en tant que conteur.

## Biographie

### Enfance et années consacrées àSimbolul
Né à Giurgiu, le futur Ion Vinea était le fils d'Alexandru Iovanaki et d'Olimpia Vlahopol-Constantinidi. Bien qu'à l'âge adulte, il ait nié catégoriquement nié son ethnicité grecque, l'origine hellène de ses deux parents était documentée. Tous deux faisaient aussi partie de la classe dirigeante: Alexandru était un neveu du Prince Careagdi devenu son protégé après le suicide de ses deux parents, et un ingénieur diplômé de Centrale, mais qui avait toujours vécu comme propriétaire terrien à Drăgănești ; Olimpia, enseignante en lettres classiques, était née d'immigrants gréco-ottomans en Roumanie. Selon un témoignage isolé, Ioan n'était le fils de Iovanaki que de nom et avait été conçu par Olimpia, qui était d'une exceptionnelle beauté,, avec Henry C. Dundas, consul anglais à Galați.
Alors qu'Ion n'était encore qu'un enfant, les Iovanaki déménagèrent de Giurgiu à Bucarest, alors capitale du Royaume de Roumanie, où, en 1905, ils eurent un autre fils, Nicolae. Durant son enfance, Ioan s'entraîna à lire en roumain et en français, parlait aussi latin et allemand ; bien plus tard il apprit l'anglais. Alors qu'il suivait les cours de l'école primaire de l'institut Sfânta Vineri à partir de 1902, il se découvrit également un talent pour le piano, et prit plus tard des cours privés en même temps que Clara Haskil et Jacques G. Costin, qui restèrent ses amis toute la vie. Dès 1910, en intégrant le  Collège national Saint Sava, Vinea s'astreignit à l'étude de la philologie, y compris la littérature française du dix-neuvième siècle et le symbolisme, qui devint sa spécialité. Il eut le symboliste roumain Adrian Maniu, un peu plus âgé, comme tuteur.

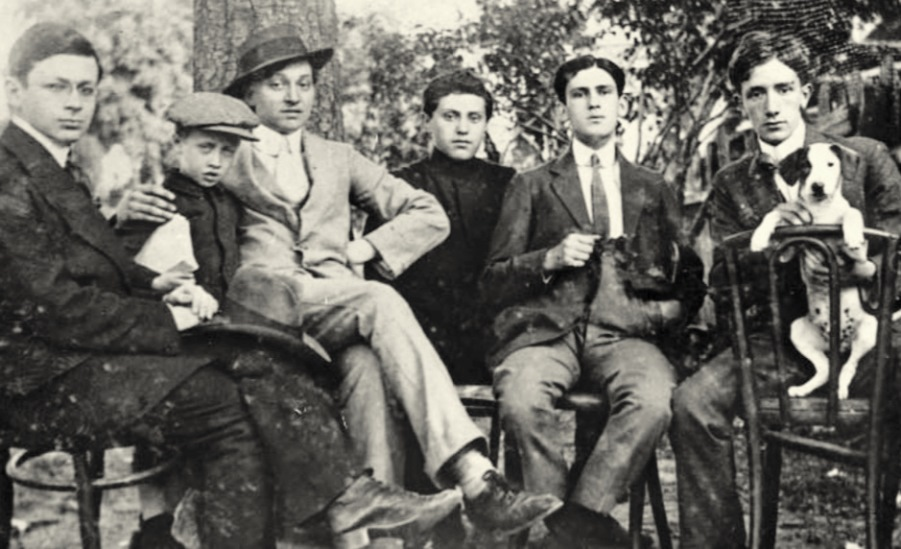
Ion Vinea (celui qui tient le chiot), et d'autres figures du cercle Simbolul: Tristan Tzara, Marcel Janco, Jules Janco, Poldi Chapier (1912)

En octobre 1912, avec ses condisciples du collège Saint Sava Marcel Janco et Tristan Tzara, il créa le magazine littéraire Simbolul. Bien qu'il se fût agi d'un journal à la vie courte et à la rédaction particulièrement juvénile, il parvint à susciter les contributions de certains des symbolistes roumains les plus éminents : Alexandru Macedonski, Nicolae Davidescu, Emil Isac, Ion Minulescu, Claudia Millian, Al. T. Stamatiad, et Adrian Maniu. Simbolul était aussi une manifestation publique de la fronde de Vinea contre l'établissement, vitupérait les écrivains associés au traditionalisme ou au poporanisme. Ses propres poèmes qui y étaient publiés, néanmoins, restaient généralement inoffensifs, fortement influencés par les Macedonski, Minulescu, ou Albert Samain. Peu après Simbolul, Vinea passa ses vacances à Gârceni, sur la propriété des Tzara, et à Tuzla. La collaboration entre Tzara et lui produisit une nouvelle espèce de poésie moderniste, qui transcendait les conventions symbolistes.

### Une «foi nouvelle» après le symbolisme
Dès 1913, Iovanaki devint journaliste et pamphlétaire plutôt classé à gauche à Facla et Rampa, les journaux de N. D. Cocea, où il utilisa de nombreux pseudonymes : « Ion Iovin », « Evin », « Ion Japcă », « Ion Eugen Vinea », « Crișan », « I. Iova », peut-être aussi « Stavri » ou « Puck ». Constantin Beldie l'embaucha également à la Noua Revistă Română. Il adopta finalement la signature « Ion Vinea » en 1914, devenu un polémiste « craint et impitoyable » doté d'une « logique infaillible », écrivant "des textes d'une élégante véhémence, portant la marque distincte de son intellect". Comme l'a noté l'historien de la littérature Paul Cernat, il a pris soin de ne pas se définir comme un critique professionnel et « taxinomiste », mais plutôt comme un penseur indépendant, à la manière de Remy de Gourmont et Charles Baudelaire; toutefois ses travaux visaient à compenser le manque de critiques et exégètes symbolistes. Cherchant des références en dehors du symbolisme, il les trouva en Walt Whitman, Guillaume Apollinaire, et Henri Bergson puis prophétisa qu'une « nouvelle foi » et une littérature anti-sentimentale étaient en devenir.
En tant que critique d'art, il se trouva des affinités avec les futuristes, cubistes, et surtout simultanéistes européens, dont l'art non-statique était selon lui une représentation plus précise de l'expérience humaine. Comme les futuristes, la jeune Vinea se réjouissait de l'industrialisation et de l'occidentalisation, rendait compte avec enthousiasme de la Révolution des Jeunes-Turcs. Il était aussi partisan du réalisme socialiste, encensait Maxim Gorki et, plus tard, Demetrus Theodorescu, Vasile Demetrius, Ion Călugăru, et Panait Istrati. Le cheval de bataille de Vinea était de défendre le cosmopolitisme contre le nationalisme traditionaliste : il mettait en exergue la contribution fondamentale des Grecs, Juifs et Slaves à la littérature roumaine ancienne et nouvelle, ridiculisait l'antisémitisme conservateur de critiques comme Ilarie Chendi, Mihail Dragomirescu, ou Nicolae Iorga,. Ses autres cibles notoires étaient les symbolistes modérés, académiques, comme Anna de Noailles, Dimitrie Anghel et surtout Ovid Densusianu et les modernistes aux convictions vacillantes, parmi lesquels Eugen Lovinescu, auquel Vinea réservait ses sarcasmes les plus amers. Dans un texte de 1916, il imaginait Lovinescu « jeune, déjà bourgeois, déjà bouffi et probablement mou »,.
Vinea lui-même possédait un grand charisme, ses pairs le décrivaient comme « enviable », « beau et serein » mais aussi « gâté ». Selon Felix Aderca, lui aussi moderniste, Vinea se sacrifiait à « l'originalité » et au « style », se moquait des plus petits que lui et ne surfait que sur « les vagues poétiques les plus raffinées ». Il mettait un point d'honneur à mépriser les cafés littéraires, lieux de rassemblement des « poètes sans muse ». Il allait néanmoins à la Terasa Oteteleșanu au 49, avenue de la Victoire et dans d'autres bars, se mêlant à la foule littéraire. Consumé par la vie publique, il obtint son diplôme de Saint Sava en 1914 avec la médiocre moyenne de 6.80.
Au début de la Première Guerre mondiale, la Roumanie resta neutre jusqu'en août 1916 et Vinea s'impliqua plus encore dans les débats politiques et sociaux. Il écrivait dans Cronica, la revue de Tudor Arghezi et Gala Galaction, défendant une lycéenne accusée de fornication, pour propulser le fait divers au rang de débat national. Il conserva une rancœur durable contre Arghezi, qui censurait fréquemment ses éclats révolutionnaires; Arghezi pour sa part nota en 1967 qu'il avait toujours « aimé et admiré » Vinea. Toujours dans Cronica, il a encensé Maniu et George Bacovia, les poètes qui correspondaient le plus à son idéal esthétique post- et para-symboliste.
On retrouvait aussi Vinea dans les quotidiens d'Alexandru Bogdan-Pitești, Libertatea et Seara, où il recommanda aussi Jacques Costin. Il conserva un intérêt marqué pour la politique en temps de guerre, mais ne partageait pas explicitement la germanophilie qui soutenait les Empires centraux, bien qu'elle eût prévalu à Cronica, Seara, et Libertatea. Comme Arghezi, Bogdan-Pitești et Cocea, il gardait une haine durable envers le Parti National Libéral (PNL), qui se traduisait par ses sympathies soit pour le conservatisme soit pour le socialisme. Il décriait à l'époque la vie politique roumaine d'intrigues et de « latrines », caricaturait Ion I. C. Brătianu et Take Ionescu en tyrans égocentriques.

### Chemareaet la Première Guerre mondiale

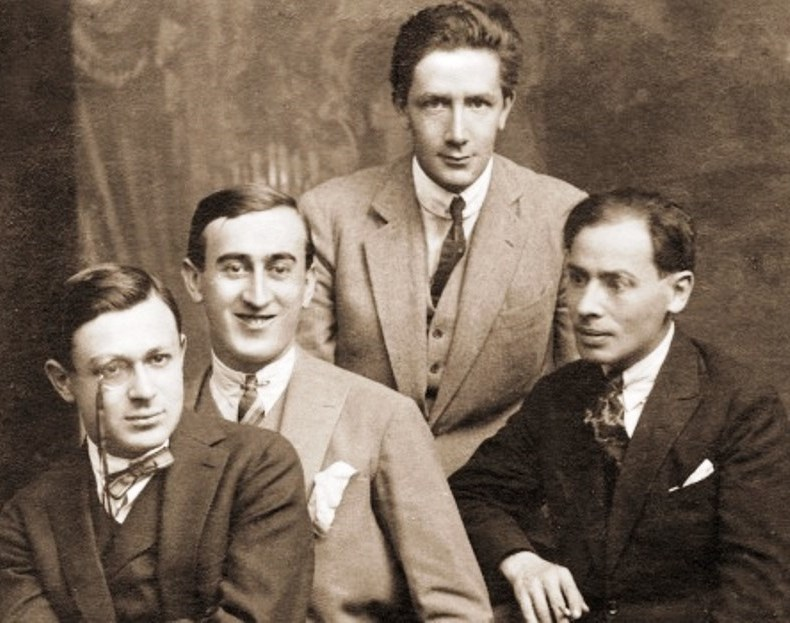
Vinea (debout) avec Tzara, M. H. Maxy, et Jacques G. Costin, vers 1915

Du 4 au 11 octobre 1915, avec Demetrius, N. Porsenna, et Poldi Chapier, Vinea dirigea sa propre revue, Chemarea, connue principalement pour avoir publié la poésie radicale de Tzara. Elle publia aussi Avertisment de Vinea, un manifeste artistique « clairement iconoclaste ». En tant qu'éditorialiste anonyme, Vinea abordait brièvement la « guerre stupide » et se moquait des sympathisants de l'Entente, ces « chacals », dénonçant leur soutien à l'annexion de la Transylvanie et de la Bucovine, jugée hypocrite et impérialiste ; il louait les pacifistes socialistes pour leur « courage civique ». Il réservait ses sorties scatologiques pour l'Ententiste Vasile Drumaru et ses paramilitaires de la « Dignité Nationale », flétrissant « l'imbécillité populiste » d'auteurs nationalistes tels que Popescu-Popnedea ou Constantin Banu.
Une fois que la Roumanie eut déclaré la guerre aux Empires Centraux, Vinea fut mobilisé au sein des Forces terrestres roumaines. Il servit sans interruption mais à l'arrière, d'août 1916 à 1919,, et suivit le repli précipité de l'armée vers la Moldavie, s'installa quelque temps à Jassy, la capitale provisoire. Pendant son temps libre, il reprit son travail dans la presse, au début dans Omul Liber, le journal de Cocea mais aussi dans le journal de propagande nationaliste d'Octavian Goga, România. Son absence du front fut utilisée plus tard contre lui par la presse nationaliste, qui l'appela « le tire-au-flanc de la guerre ».
À partir de juin 1917, Vinea, Cocea, avec d'autres écrivains de Simbolul, relancèrent Chemarea en tant que journal de gauche radicale et républicain. Sa violence rhétorique en fit une cible de la censure militaire, et Chemarea n'évita la fermeture administrative qu'en changeant régulièrement de nom. Cocea et lui alternaient régulièrement au poste de rédacteur en chef : avec Vinea, le journal était plus artistique que politique, mais Vinea conspirait aussi avec Cocea et d'autres en vue de l'établissement d'un « comité révolutionnaire républicain » . C'est à cette époque qu'il se maria avec une collègue de Chemarea, Maria Ana Oardă (alors surnommée « Tana Quil »), dont la fortune servit à lancer le magazine, mais ils divorcèrent rapidement, en 1922.
Pendant que Vinea s'échinait à Chemarea, Tzara et Janco rencontraient le succès international au Cabaret Voltaire En Suisse, donnant naissance au mouvement d'anti-art connu sous le nom de « Dada ». Vinea était tenu informé des événements par Tzara lui-même, et envoya des lettres de félicitations qui, selon des chercheurs, indiquent qu'il était jaloux; il envoya aussi un poème à Tzara, qui fut jugé trop inoffensif selon les standards de Dada, et ne fut jamais publié. Vinea se vantait de travailler à un recueil de nouvelles dans le style de Dada appelé Papagalul sfânt [Saint Perroquet]. Cette promesse aussi ne fut pas suivie des faits.
Au début de 1918, à la suite de divergences avec Cocea, Vinea quitta Chemarea et rejoignit l'équipe du quotidien Arena d'Alfred Hefter-Hidalgo. En avril, comme la Roumanie envisageait la reddition aux Empires centraux, il écrivit son éditorial le plus pessimiste de l'époque, laissant entendre à tort que l'Entente perdait sur tous les fronts. Il fut amené peu après à regretter son association avec Arena, semblant accréditer la réputation de maître-chanteur d'Alfred Hefter, et il revint à Chemarea

### Fondation deContimporanul
La même année, bouleversé par la mort de son frère dans un accident de cheval (qu'il appelait toujours « le début de la solitude ») Vinea prit un congé sabbatique Il étudia avec plus ou moins d'assiduité à la faculté de droit de l'Université de Jassy avec Jacques Costin n'obtenant son diplôme qu'en 1924, sans jamais exercer en tant qu'avocat,. De retour à Bucarest, il devint un temps rédacteur en chef de Facla: Cocea était en prison pour lèse-majesté et son père, le colonel Dumitru Cocea, y supervisait les opérations. Vinea faisait tampon entre le père autoritaire et l'équipe libérale.
Encore avant 1922 Vinea contribua régulièrement aux quotidiens Adevărul et Cuget Românesc. Ses chroniques littéraires attestent de sa réévaluation positive de traditionalistes triés sur le volet, « sans fanfare », de Mihail Sadoveanu à Victor Eftimiu, de Lucian Blaga à Ion Pillat. Vinea contribua aussi occasionnellement à Gândirea, la revue moderniste-traditionaliste de Transylvanie. Plus tard, il figura même dans Viața Românească, un magazine de poporanistes, qui promouvait mollement la littérature moderne. Il faisait toujours partie des opposants qui comptaient aux traditionalistes académiques, ses satires s'attaquaient à Dragomirescu et à la Société des écrivains roumains, qui purgeait pour germanophilie des talents comme Arghezi. D'un éditorial au vitriol dans Chemarea, il aborda la création de l'Université Royale Ferdinand I en Transylvanie, la qualifia d'artificielle et d'arrogante.
Au journal Luptătorul, il réitéra des débats antérieurs sur la nature « parasitaire » de la critique littéraire. Ces affirmations furent bientôt complétées par des commentaires sarcastiques sur l'inflation de romans et romanciers dans l'Europe de l'Ouest et leur relative rareté en Roumanie. Vinea arguait que la littérature pouvait se développer sans le roman : « son absence n'est pas nécessairement un sujet de mélancolie  ». il envisageait une littérature de pamphlets, de poèmes en prose, de reportage, de greguería. Ses articles sur Dada passèrent d'un soutien sans entrain, visiblement agacé par la bouffonnerie de Tzara, à la chronique de la nature éphémère du mouvement et de son inévitable fin. Ignoré par Tzara, Vinea fit preuve de réciprocité, affirmant que Dada n'était pas le fait de Tzara, mais avait des racines roumaines plus profondes dans les histoires avant-gardistes d'un obscur employé suicidé, Urmuz, et dans l'œuvre du sculpteur Constantin Brâncuși. Il analysait le liseré primitiviste du haut-modernisme comme un courant plus authentique que le traditionalisme, en particulier celui de Transylvanie, et considérait la Munténie comme le berceau de la culture urbaine authentique, ce qui le conduisit à des polémiques publiques avec Ion Gorun, le journaliste nationaliste de Țara Noastră, mais aussi avec Benjamin Fondane, le moderniste moldave, plus prudent.
En juin 1922, accompagné, sponsorisé par un Janco sur le retour, il fonda Contimporanul, une revue d'art et, « plutôt implicitement », de politique de gauche : son militantisme socialiste « pas tout à fait dogmatique » prenait pour cible la domination ininterrompue du PNL. Les fonds venaient de Jacques Costin, qui était aussi son adepte intellectuel le plus fidèle. Dès le début, le magazine ne fut pas seulement cosmopolite, mais aussi antifasciste et anti-antisémite, avec ses diatribes contre le « hooliganisme » de la Ligue de défense national-chrétienne (LDNC) et les relents d'extrême-droite du Parti du Peuple. À l'origine la liste de ses collaborateurs comprenait Nicolae L. Lupu du gauchisant Parti des Paysans.
Vinea raillait les forces « réactionnaires » qui réprimaient les révolutions européennes, prit position contre le fascisme italien, offrait un soutien ambigu au communisme dans l'Union des républiques socialistes soviétiques, et s'éleva contre la persécution d'activistes du Parti communiste roumain par les gouvernements du PNL. Il produisit un panégyrique éditorial à Karl Marx, et, comme il l'a noté plus tard, « a soutenu toutes les manifestations et campagnes organisées par le mouvement des travailleurs », combattant pour la Ligue des droits humains de Demetru Ion Dobrescu. De retour à Jassy en 1922, lui et Ion Marin Sadoveanu furent blessés dans une bagarre avec des étudiants de la LDNC.

### Entre constructivisme et surréalisme

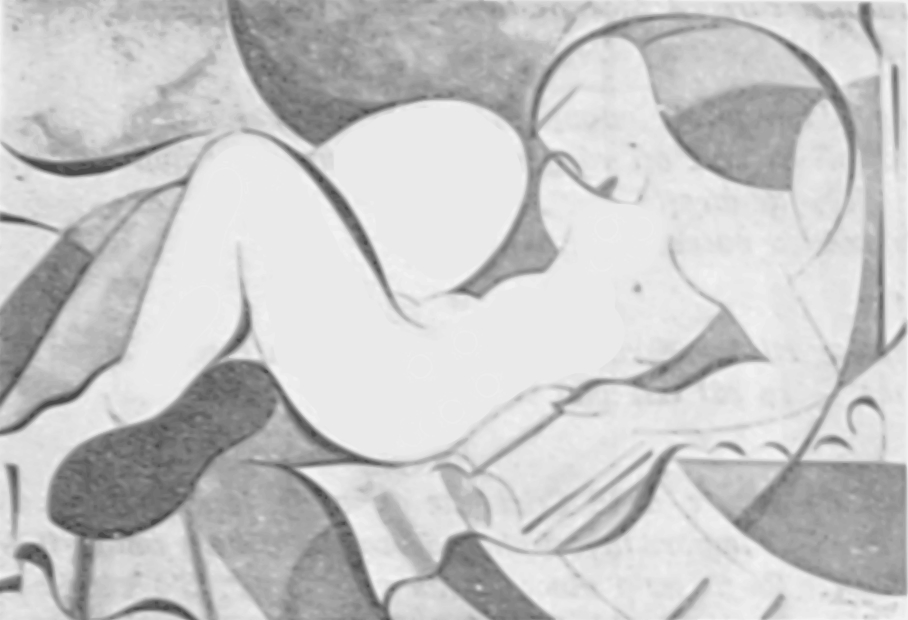
Nu de Sidney Hunt, publié en couverture de Contimporanul d'octobre 1925 à côté de Răsturnica

Revue d'avant-garde la plus endurante Contimporanul ne fut affiliée officiellement au constructivisme qu'après 1923. Ce changement ne montrait pas que leur modernism, mais aussi les désillusions de Janco et Vinea au sujet de Dada. Vinea expliqua que le modernisme véritable comprenait une recherche d'authenticité et un chemin créatif vers l'avant, pas seulement la déconstruction de la tradition. Toujours éclectique, le journal acquit des ambitions internationales, ressortant des morceaux de Tzara (qui avaient été antidatées par Vinea) et des lettres de Ricciotto Canudo, au milieu de publicités et de chroniques pour 391, Der Sturm, De Stijl, Blok, Ma, et Nyugat.
La revue atteignit son pic d'activité en mai 1924, un tournant pour l'histoire du modernisme roumain : Contimporanul sortit son manifeste « activiste » aux principes qui allait de l'anti-art primitiviste au futurisme en passant par le constructivisme patriotique et la prise en main de l'urbanisme moderne. Il demandait aux Roumains de renverser l'art « car il s'est prostitué » et aussi de « débarrasser [leurs] morts ». Vinea, Janco, M. H. Maxy, et Georges Linze étaient les commissaires du spectacle artistique de Contimporanul, qui ouvrit en novembre 1924, apportant au groupe une renommée nationale en synthétisant les principales tendances du constructivisme européen. Cette année, Ion Barbu rejoignit Contimporanul, qui devint bientôt sa figure de proue en poésie, aux côtés des vétérans Arghezi et Vinea lui-même. Vinea partageait avec Barbu son loisir favori, la consommation de drogues dites récréatives, probablement de la cocaïne et de l'éther, mais était moins enclin à la fréquentations des points chauds littéraires comme la Casa Capșa. Pendant des décennies, leur compétition ne se limita pas à la poésie, mais comprenait aussi leurs succès féminins : ils décomptaient leurs conquêtes sexuelles. Răsturnica, l'ode ribaude de Barbu à une protituée morte fut publiée par et est quelquefois attribuée à Vinea.
Une fois Contimporanul lancé, Vinea se déclara membre de l'élite artistico-révolutionnaire roumaine et balkanique, qui devait éduquer le public passif et l'emmerner dans le monde moderniste —comme Cernat essaye de le démontrer, ceci dénote le « complexe de la périphérie » de Vinea, son sentiment d'être égaré dans de « maudites » eaux culturelles reculées. Il creusa le filon de la critique d'art, avec de courts essais sur des expositions de Janco et Maxy, et des éloges des arts et traditions populaires et de l'art abstrait. Il continuait de ridiculiser, ou simplement d'ignorer Lovinescu, dont le cercle Sburătorul était son rival pour le titre de gardien du temple moderniste. Comme le note Cernat, son mépris était motivé par la politique et non l'art. Contimporanul parvint à neutraliser et même absorber de petits magazines futuristes, comme Punct de Scarlat Callimachi. Ses difficultés financières étaient cependant chroniques et il faillit fermer plusieurs fois ; lors de tels épisodes, Vinea travaillait pour Cocea à Facla.
À Contimporanul et, pour un temps à Cuvântul Liber d'Eugen Filotti Vinea diversifia ses articles littéraires. Sa chronique du Manifeste surréaliste fut mitigée : il loua la concentration des surréalistes sur la révolte « organique » par opposition à « l'hégémonie de la pensée consciente », mais releva que l'influence de la  psychanalyse contrariait leurs objectifs. En 1925, il publia un volume d'historiettes, Descântecul și Flori de lampă [Incantation et fleur de lampe], suivi en 1927 par un extrait de son roman Lunatecii [Les lunatiques], publié dans Contimporanul sous le titre Victoria sălbatică [Sauvage victoire]. Son père, avec qui il entretenait des relations conflictuelles, décéda la même année et il dut s'occuper d'Olimpia Iovanaki ; fils adorable, il resta à ses côtés et suivit consciencieusement ses conseils. Pendant une dizaine d'années, il connut un mariage malheureux avec l'actrice Nelly Cutava, et divorça vers 1930.

### Déradicalisation
Dans ses articles et entrevues, Vinea se plaignait que le journalisme indépendant fût un art en voie d'extinction, mais aussi un métier éreintant. Son radicalisme socialiste périclitant et son activité littéraire volontairement interrompue, Vinea courtisa et finalement rejoignit les centristes du Parti National Paysan puis débuta avec un contrat de deux ans au journal de Nae Ionescu, Cuvântul, quotidien classé à droite et devenu plus tard fasciste. C'est là qu'il rencontra Pamfil Șeicaru, qui lui offrit plus tard du travail. Il semble que Vinea se soit lassé du futurisme : il publia en 1925 un anti-manifeste en français sur la révolution de la sensibilité, la vraie,.
Dans une conversation avec Aderca, il demandait qu'on ne se souvienne pas de Contimporanul pour le « combat politique », mais pour « son influence sur notre vie artistique ». Le magazine prit un ton plus conciliant à l'égard du fascisme italien, loua également le Communisme de conseils et Die Aktion, poussant à une détente avec l'Union Soviétique (tout en restant critique à l'égard du totalitarisme soviétique). Vinea prétendait avoir été à Paris lorsque Tzara et les surréalistes avaient exprimé leurs divergences avec le Parti communiste français. Il publiait toujours l'une ou l'autre satire anti-bourgeoise, par exemple dans les Caiete Lunare d'Isac Peltz, ce qui causa un conflit entre Peltz et la direction de la censure.
Se présentant aux élections législatives de 1928 et 1931, Vinea représenta la circonscription de Roman à la Chambre des députés jusqu'en 1932. Une histoire rapportée par le gauchiste idiosyncratique Petre Pandrea, place Vinea au centre des intrigues entre les factions du Parti National Paysan : Vinea et Sergiu Dan auraient conspiré pour tromper Mihail Manoilescu, le théoricien du corporatisme, lui faisant acheter un faux document antimonarchique soi-disant rédigé par Virgil Madgearu. Manoilescu paya 150 000 lei avant que le pot aux roses ne soit découvert.
En 1930, Vinea publia son volume Paradisul suspinelor [Le Paradis des soupirs] chez Editura Cultura Națională, illustré par Janco. Vinea était alors déjà revenu médiatiquement dans la presse pour le grand public, avec des tribunes et des pamphlets dans Adevărul, Cuvântul, et Dreptatea, l'organe du Parti National Paysan, ainsi que de la prose littéraire dans Mișcarea Literară. ses liens avec l'avant-garde s'usaient : il publiait toujours de la poésie en roumain ou en français dans Contimporanul, et de la rpose dans des magazines plus radicaux, comme Punct, 75HP, and unu, mais ses états de service modernistes étaient scruté de plus en plus près. À Contimporanul, il organisa une réception dispendieuse en l'honneur de l'ancien futuriste Filippo Tommaso Marinetti, qui était aussi une célébrité officielle du fascisme italien.
Il s'ensuivit un schisme entre Contimporanul et unu: à 35 ans, Vinea fut dénoncé comme l'archétype du « vieux » que l'avant-garde voulait réduire au silence. La controverse était politique plutôt qu'artistique : unu, dominée par des communistes tenants d'une ligne dure Sașa Pană et Stephan Roll, restait perplexe devant l'ambiguïté qui entourait la politique de Marinetti, et aussi par l'acceptation par Contimporanul de « réactionnaires » comme Mihail Sebastian ou Sandu Tudor. En compensation, Vinea se réconcilia avec Lovinescu, avec qui il partageait désormais des vues modérées et un agenda libéral. Il fut en froid avec Barbu après 1927, lorsqu'il quitta Contimporanul pour Sburătorul. Vinea ne l'autorisa jamais à revenir.
Vinea continuait d'écrire de la prose, et, en 1931, à l'occasion de la centième de Contimporanul, announça qu'il sortait Escroc sentimental, une des premières versions de Lunatecii. Selon la chercheuse Sanda Cordoș: « Des décennies avant qu'il ne devienne réellement un livre, le roman de Vinea était déjà une légende dans le milieu littéraire roumain » Le critique George Călinescu releva que « Ion Vinea (...) jouit du nimbe des poètes qui ne publient pas, entouré de cet air mystérieux » Peltz écrit aussi qu'il « a rarement rencontré un écrivain qui parût aussi indifférent à son propre travail » relevant que Vinea ne prévoyait de publier plus régulièrement qu'après soixante ans.
Vinea menait une vie de bohème, tout du moins dans le style. Sa passion des échecs en fit un ami et confident d'un autre aristocrate, Gheorghe Jurgea-Negrilești. De 1930 ou 1931 à 1944,, Vinea fut marié à Henriette Yvonne Stahl, actrice et romancière primée, réputée pour sa beauté. Ils vivaient essentiellement reclus à Brașov, à cause des problèmes de santé d'Henriette. Sans que le monde n'en sache quoi que ce soit, le couple s'adonnait à la morphine et à l'oniromancie.

### AnnéesFacla
Contimporanul fit faillite en 1932, heure à laquelle Vinea avait déjà remplacé un Cocea retraité en tant que rédacteur en chef de Facla, et écrivait pour le journal politique de second plan Progresul Social. Il publiait sous son propre nom ou utilisait sas pseudonymes habituels : « B. Iova », « Dr. Caligari » ou « Aladin ». La ligne politique du journal changea pour se rapprocher de celle du Perti National Paysan. Vinea renonça à son républicanisme et rendit hommage au retour du roi Carol II. En 1929 et 1930, Vinea s'est trouvé en France pour de longs voyages et s'est par la suite vanté de s'être lié d'amitié avec F. Scott Fitzgerald. Pendant son congé, il nomma Olimpia Iovanaki directrice de Facla et de ses finances qui s'amenuisaient, ; Lucian Boz en fut le critique littéraire.
Nonobstant sa promotion de Marinetti et son « alignement sur les intellectuels de droite », Vinea exprimait son antifascisme gauchiste à un point tel que les bureaux furent plusieurs fois vandalisés par la LDNC ou ses jeunes rivaux de la Garde de Fer. Il dérivait aussi de la ligne du Parti National Paysan, déplorant son absence de réponse à la Grande Dépression, soutenant la grève de Grivița en 1933,. Adversaire de poids de l'Allemagne nazie, Vinea décrivait Hitler comme un "bossu semi-béotien", jugeant que L'union Soviétique était un « allié naturel de tous ceux qui soutenaient une paix sans révision des frontières ». Facla ouvrit ses colonnes aux militants du Parti communiste Alexandru Sahia et Petrescu-Ghempet et publia des textes épars de Louis Aragon, Anatoli Lounatcharski, Vladimir Salomonovitch Pozner, ainsi que des textes polémiques sur la défense du trotskisme d'A. L. Zissu. Vinea estimait toujours que communisme et « roumanisme » étaient irréconciliables, mais suggérait que la Roumanie n'avait rien à craindre de l'Union Soviétique —la Garde de Fer, assertissait Vinea, était bien plus dangereuse. D'un point de vue idéologique, il était plus proche de la gauche modérée des socio-démocrates, et, contrairement au groupe unu, il ne fut jamais placé sous surveillance par la Siguranța.
En mars 1934, après l'assassinat par la Garde de Fer du Premier ministre Ion  Duca, Vinea opina dans Facla que la quête fasciste d'une dictature était déraisonnable : la démocratie roumaine « corrompue et catastrophique » était « en réalité une dictature »(comme le note l'historien Zigu Ornea, Vinea « forçait le trait, afin d'attaquer à la foi le fascisme et ses vieux ennemis nationaux-libéraux » Le 5 octobre 1934 (ou en 1936, selon Vinea) Facla fut presque détruit par la LDNC, Vinea en sorti blessé physiquement,. En 1936, Henriette Stahl fut défigurée par un accident de la route. Vinea devint infidèle, s'engagea dans des intrigues compliquées avec d'autres femmes, mais fréquenta aussi les lupanars bucarestois.
La reconnaissance critique de l'œuvre de Vinea connut un premier sommet en 1937, lorsque Șerban Cioculescu écrivit une monographie à son sujet et sur la « position centriste » de sa poésie, le dénommant « un classique du mouvement littéraire » Aiguillonné par Alexandru Rosetti, Vinea travailla à une édition définitive de ses poésies, à publier par Editura Fundațiilor Regale sous le titre Ora fântânilor ("L'Heure des fontaines"). il fut vite lassé du projet et le manuscrit traîna dans les archives trois décennies de plus.
Toujours en 1937, le Parti National Chrétien, d'extrême droite, arriva au pouvoir et censura Facla C'est à peu près à cette époque que Vinea entretint des liens avec la clandestinité sioniste et l'informa que des fonds allemands blanchis par la société Romanil finançaient l'extrême droite roumaine ; son contact était Jean Cohen, qui fit un rapport à Tivadar Fischer. Le Front de la Renaissance nationale, parti quasi-fasciste, présidé par le roi Carol II, prit le pouvoir en 1938, interdit tous les autres partis et suspendit la liberté d'expression. Facla survécut à ce coup, mais le régime limita fortement sa circulation et le journal dut devenir un hebdomadaire,. Pour la première année néanmoins, Vinea devint président de l'Union des journalistes professionnels et le resta jusqu'en 1944,,,,.
Le début de la Seconde Guerre mondiale isola la Roumanie des Alliés, mais apporta aussi son lot de révélations sur le Pacte germano-soviétique. Comme le rapporte Miron Radu Paraschivescu du journal unu, Vinea réagit en coupant ses contacts avec les communistes et exprima à regret sa préférence pour les Nazis « je préfère être le laquais d'une grande maison plutôt que le serviteur de malotrus comme Molotov ou Staline ». Troublé par l'inexactitude de ses prédictions, Vinea lisait et évaluait les textes anti-stalinistes du « grand » Trotski. Plus tard la même année, la dissolution de la Grande Roumanie résulta aussi en la chute du Front de Renaissance nationale et en l'inauguration du règne de la Garde de Fer: un "État national-légionnaire", aligné sur les Forces de l'Axe et dont Ion Antonescu était le Conducător. Ceci signala la fin de Facla, contraint à la fermeture en septembre 1940,.

### Seconde Guerre mondiale et agissements controversés
En janvier 1941 se manifestèrent les premières divergences entre Antonescu et la Garde de Fer, qui conduisirent à une brève guerre civile. Vinea fut témoin badaud (et un peu amusé) lorsque Barbu devenu fasciste fut convoqué à une patrouille autour d'un bâtiment de la Garde. À Bucarest éclata un pogrom, pendant lequel Vinea cacha et protéga Sergiu Dan Le frère de Jacques Costin fut capturé et lynché par la Garde; Janco et Costin fuirent en Palestine la même année.
En juin, la Roumanie participa à l'attaque allemande de l'Union Soviétique. Vinea fut à nouveau mobilisé dans l'armée (essentiellement stationné sur la côte de la mer Noire), et réquisitionné comme rédacteur en chef du journal Evenimentul Zilei, quotidien de propagande de Șeicaru, tout en travaillant pour l'autre journal de Șeicaru, Curentul. Il y était suivi par un de ses subordonnés et ami proche de Facla, Vlaicu Bârna. Selon ce dernier, Evenimentul Zilei existait en tant que « version plus ou moins démocratique » d'un Curentul pro-fasciste. Ses agissements durant les trois années suivantes sont devenues un sujet de débats érudits et d'arguties politiques. Dans les années 1970, la biographe de Vinea Elena Zaharia-Filipaș affirma que Vinea était resté « son propre maître » dans les grandes largeurs en refusant de publier « des éloges de la tyrannie et du meurtre comme on en trouve dans les éditoriaux agressifs d'autres journaux officiels de l'époque ». Quant à Vinea, il prétendait avoir « saboté » la propagande de guerre et la censure. Selon l'historien de la littérature Cornel Ungureanu toutefois, il s'était transformé en « as de la politique officielle ».
Les articles de Vinea font montre d'un rejet du stalinisme et suggèrent que le nazisme, successeur plus acceptable du socialisme révolutionnaire, finirait par se libéraliser après la défaite soviétique Selon Monica Lovinescu, fille de son concurrent, de tels articles sont louables, « lucides [et] courageux ». Pendant la Bataille de Moscou, il suscita l'attention par son éditorial rétrospectif sur Lénine, « le révolutionnaire mongol » et ses thuriféraires, « crétins désespérants » y compris le « Grand Prêtre » Staline. Cependant, Vinea s'attira aussi des ennuis avec le ministère de la propagande du Reich pour son éloge de la neutralité suisse et son objectivité journalistique. En juin 1942, il écrivit un éditorial qui décrivait « l'alliance universelle » qui, croyait-il, émergerait naturellement en faveur de la paix dans le monde.
Vinea a soutenu l'annexion de la Transnistrie, « terre moldave », mais on lui fit également crédit plus tard d'avoir contribué à secourir des Juifs promis à l'extermination à Tiraspol et ailleurs. Il a également maintenu des contacts avec la résistance sioniste, représentée par Zissu et Jean Cohen, leur faisant parvenir des données économiques et sociales qu'ils transmirent aux Alliés. Vinea rapporta aussi aux sionistes les opinions antigermaniques de certains généraux roumains, à commencer par Iosif Iacobici, comme les tentatives du Parti National Paysan d'établir des liens avec les Alliés. D'autres rapports contenaient soi-disant des détails sur le comité directeur de droite du Parti National Paysan, autour de Iuliu Maniu, Romulus Boilă, et Ilie Lazăr, et les critiques que lui adressait des gauchistes comme Gheorghe Zane; ces rapports sous-entendaient qu'une large partie du Parti National Paysan était aussi « nationaliste et antisémite ». Comme le note Cohen, Vinea et Zissu, aidés par Șeicaru, obtinrent aussi de la part d'Antonescu des promesses de clémence envers les Juifs hongrois qui avaient fui pour leur sécurité (très relative) en 1944 en Roumanie. Après le retournement de situation sur le front de l'Est, Vinea débattit avec des membres de l'opposition démocratique qui étaient prêts à accepter une occupation soviétique de la Roumanie, et releva que Staline avait l'intention d'y « mettre sur le trône un régime communiste ». Au même moment, il publia dans Curentul une critique à peine voilée de la terreur nazie dans la France occupée. 
Le 23 août 1944, une coalition de monarchistes et de communistes destituèrent et arrêtèrent Antonescu, et dénoncèrent l'alliance avec les forces de l'Axe. Dans les numéros de Curentul parus entre le 25 et le 29 août, Vinea, en tant qu'éditorialiste, passa ouvertement aux louanges des Alliés et suggéra que les occupants soviétiques étaient les amis de la Roumanie. Quelques jours plus tard, le quotidien du parti communiste România Liberă comprenait un article dénonçant l'antisoviétisme de Vinea. En octobre, la Revue des Fondations royales comprenait le poème angoissé de Vinea, Cobe [Malédiction]. Il avait alors rejoint Galaction, Rosetti, Petre Ghiață, Isaia Răcăciuni, Valentin Saxone, et Tudor Teodorescu-Braniște, au club démocrate-libéral Ideea. Quelques mois après, il reçut une interdiction de publier du ministère de la Propagande et fut même menacé de poursuites pour crimes de guerre, mais le décret fut révoqué par le premier ministre Petru Groza en 1946,.
Ses espoirs de ranimer Facla étaient écrasés « Extrêmement discret » alors que le pays se communisait rapidement, Vinea se concentrait presque entièrement sur sa nouvelle carrière, celle de traducteur depuis le français et l'anglais. De retour de Palestine en 1945, Costin se mit également à cette « activité obscure ». Vinea, « en panique à l'idée de la vieillesse et de l'échec » changea drastiquement de mode de vie, cessa de boire et de fumer. Il retourna un moment à l'écriture de Lunatecii, mais vit son manuscrit refusé par deux éditeurs et se trouva exaspéré par des malentendus « avec les trois femmes que j'aime et ces autres femmes qui ne me laissent pas en paix ». Henriette, à qui l'on révéla ses infidélités, prit comme amant le jeune écrivain Petru Dumitriu et divorça, faisant de l'amant son second mari.

### Arrestation et mise au ban
Vinea et Tzara se rencontrèrent une dernière fois lorsque ce dernier vint en visite officielle en Roumanie en 1947. Cette année-là, ayant repris des contacts amicaux avec le Parti National Paysan, Vinea se vit accueilli par Nicolae Carandino à Dreptatea. Il échappa de peu à une arrestation dans l'affaire Tămădău. La proclamation de la Roumanie communiste en 1948 entraîna Vinea dans la clandestinité culturelle. Pendant un temps, il gagna chichement sa vie en tant que nègre, mais aussi comme magasinier ou portefaix,,. En 1949, le sculpteur  Oscar Han l'employa brièvement en tant que plâtrier. Lorsqu'il travaillait pour le fabricant de chandelles Aliciu, avec d'autres journalistes de guerre disgrâciés, Vinea était parfois harcelé par des agents de la Securitate, qui réexaminaient ses articles dans Evenimentul Zilei.
La dernière relation amoureuse de Vinea fut avec Oghină. Il déménagea avec elle de la maison de sa mère sur la butte de Spirea à une maison de ville sur la rue du Brésil à Dorobanți, effaçant ainsi ses traces. Le couple se lia d'amitié avec Dumitriu, alors un auteur communiste célébré, hébergeant les Dumitrius, comme Bârna et Costin, dans sa nouvelle maison, où ils évoquaient secrètement leurs espoirs de chute du communisme. Vinea vendit même à Dumitriu le trésor en pièces d'or de sa femme, violant ainsi les lois sur les nationalisations roumaines,,,. Après 1947, il ne quitta plus Bucarest, inquiet pour sa mère souffrante,. Il fut inconsolable lorsqu'elle mourut finalement sous sa surveillance vers 1952,.
Après qu'on lui eut diagnostiqué un cancer du foie, Vinea trouva un emploi aux cartonnages de la coopérative Progresul et toucha en même temps une pension. On l'autorisa aussi à intégrer l'Union des écrivains roumains et affecté à la section des écrivains de prose, censé étudier et assimiler les directives du réalisme socialiste. Vinea fut toutefois soupçonné d'avoir été un espion au service du British Intelligence et les membres de la gauche de l'entre-deux-guerres, avec lesquels il avait entretenu des relations amicales, dont Zaharia Stancu, l'évitèrent.
En 1956, ESPLA, la maison d'édition étatique, signa des contrats avec Vinea pour les romans qu'il  avait dans des tiroirs, mais ne les exécuta pas,. Au lieu de cela, elle l'enrôla dans son équipe de traducteurs et philologues. Vinea produisit les versions roumaines des nouvelles romantiques d'Edgar Allan Poe, en particulier, Bérénice, Ligeia et La Chute de la maison Usher, participa au projet de traduction de Shakespeare, mettant à disposition ses talents de poète pour Henry V, Hamlet, Othello, Macbeth, et The Winter's Tale. En outre, il corrigea les épreuves des Misérables de Costin et traduisit aussi Balzac, Romain Rolland, Washington Irving, et Halldór Laxness. Certaines de ces traductions sortirent sous le nom de Dumitriu, ce qu'il autorisa, non sans conflits, en échange de sommes d'argent,.
De notoriété publique, Vinea fut forcé à adhérer au Parti communiste et à devenir un informateur de la Securitate, mais il sut s'opposer. Elena et lui furent arrêtés et placés en détention préventive pendant plusieurs mois en 1959, les pièces d'or ayant refait surface, à moins qu'il ne se soit agi de ses contacts avec Dumitriu et d'autres écrivains marxistes révisionnistes ; leurs conversations furent enregistrées par la Securitate, même Henriette Yvonne Stahl fut emprisonnée pendant plusieurs mois en 1960. Pendant sa détention, Vinea subit plusieurs bastonnades et perdit temporairement l'usage de ses membres ; Elena tomba malade. Ils furent finalement relâchés sur les supplications de Nicolae Gh. Lupu, le médecin personnel de Gheorghe Gheorghiu-Dej et les interventions de Rosetti et, potentiellement, d'Arghezi.

### Dernières années
Vinea s'efforça de rendre son style agréable aux censeurs, et brûla ses manuscrits compromettants. Il fut autorisé à publier dans des magazines littéraires, en particulier Steaua d'Anatol Baconsky, qui publia une entrevue avec lui en 1963, mais aussi Gazeta Literară et Orizont. Avec Henriette, il dut aussi écrire pour Glasul Patriei [La voix de la patrie], magazine de propagande communiste à l'attention de la diaspora. Cette association le rapprocha étrangement d'anciens ennemis traditionalistes comme Ion Gorun, qui subissait lui aussi une « rééducation » communiste.
À Glasul Patriei, Vinea se tourna finalement vers le reportage, décrivit des scènes de la Roumanie rurale dans un style imprégné de réalisme socialiste. Dans la plupart de leurs articles, lui et Henriette censuraient Dumitriu, qui était depuis passé à l'ouest et accusé d'avoir plagié la majeure partie de son oeuvre y compris en copiant des nouvelles non publiées de Vinea, ou se moquaient de lui,,. Cette version est en contradiction avec la propre déposition de Vinea devant la Securitate, où il déclare n'avoir fait qu'aider Dumitriu à écrire. Plus tard, Henriette Stahl a aussi renié ces articles « douloureux qui manquaient complètement de conviction ». En 2005, le chercheur Ion Vartic confirma que les allégations étaient partiellement étayées, mais suggéra un verdict plus nuancé, évoquant des formes de fiction collaborative et d'intertextualité avec Vinea et Stahl,.
Aux dernières heures de sa carrière, Vinea s'est lié d'amitié avec Vasile Voiculescu, qui était alité après une incarcération prolongée, mais aussi avec Călinescu, qui était devenu l'historien de la littérature officiel du pays. Il enviait secrètement les émigrants, se sentant abandonné après que Costin, qui avait lui aussi passé du temps dans les geôles communistes, eut lui aussi quitté le pays en 1961. Il écrivit à Clara Haskil : « ma vie est avec vous deux. Ce qu'il me reste à vivre est assez insignifiant ». Il lui demanda de lui envoyer Tender Is the Night de Fitzgerald, qu'il lut avidement, ravivant ainsi son énergie créative.
Vinea succomba finalement à son cancer, non sans avoir « atrocement agonisé ». En 1963, déjà sur son lit de mort, il enregistra son mariage civil avec Elena et adopta sa nièce Voica, qui devint ainsi sa fille. Peu après sa mort le 6 juillet 1964, il reçut des épreuves rudimentaires de son recueil Ora fântânilor, qui fut finalement imprimé la même année,. Son corps fut exposé quelque temps au siège de l'Union des écrivains, ce qui, affirme Bârna, était un « signe de munificence » de la part de ses critiques communistes; il fut ensuite enterré au cimetière Bellu. Le 10 juillet, Geo Bogza, un grand ancien d'unu, écrivit dans Contemporanul un hommage posthume à son ancien rival, le « prince des poètes ». Le premier août, une Monica Lovinescu en exil fit à Vinea l'honneur d'une émission sur Radio Free Europe, mettant en exergue son anticommunisme moderniste.
En 1965, policé par Henriette Stahl et Mihai Gafița,,, Lunatecii parut aussi en volume, suivi en 1971 par le roman inachevé  Venin de mai [Venin de mai] et en 1977 par l'anthologie Publicistica literară, qui contenait une partie de ses critiques littéraires. Le corpus de ses œuvres, publiées par les éditions Dacia dans les années 1970, souffrait d'importantes omissions et Ungureanu relève que Vinea était présenté comme « une étoile parmi les communistes souterrains que la nouvelle époque avait toujours honorés »". D'autres éditions ont paru de temps à autre. Un autre volume de proses choisies fut sorti par Dumitru Hîncu en 1984, sous le titre Săgeata și arabescul [La flèche et l'arabesque] mais fut contraint d'inclure des extraits de sa propagande de la période Glasul Patriei. La même année, Zaharia-Filipaș commença aussi la publication d'une nouvelle édition des œuvres complètes de Vinea, sous la direction de Zigu Ornea aux éditions Minerva,.

## Œuvre

### Poésie
Dans ses poèmes de la période Simbolul, Vinea se rangeait du côté des symbolistes « placides », dénotant l'influence conventionnelle d'Alexandru Macedonski, Ion Pillat, et même Dimitrie Anghel Cette caractéristique fut bientôt abandonnée, mais pas complètement. Selon Cernat, le jeune Iovanaki partageait avec Tzara et son mentor Adrian Maniu « une conscience acérée des conventions littéraires » et une lassitude livresque de l'esthétisme; tous trois empruntaient « naturellement » chez Alfred Jarry et Jules Laforgue Les poèmes de Gârceni montrent que Vinea se tenait un pas en recul de l'anti-art de Tzara et ses penchants hédonistes : ils écrivaient exactement sur les mêmes sujets, et de la même manière, partageant notamment la métaphore du « pendu », empruntée à Laforgue ; mais Vinea était plus « crépusculaire » et « élégiaque ». Un des morceaux de Vinea qui prouve son « usage d'une rhétorique poétique conventionnelle » est essentiellement une ode aux pêcheurs de Tuzla:

« Le soir clignote dans le phare
au-dessus des trombes indécises d'eau
quand rentrent les pêcheurs, des étoiles sur les mains
quand passent bateaux et planètes »

— Ion Vinea, Touzla
George Călinescu voyait des influences d'Adrian Maniu dans un poème de 1916 qui décrivait le roi Ferdinand I ordonner la mobilisation générale :

« Regele, l-am văzut — pe calul cum sunt brazdele câmpului
turnat în fața steagurilor neliniștite,
cugetul nemilos îi crestase un șanț deschis pe frunte,
uitase de mult să respire. »

— Ion Vinea, Mobilisation
Comme le note Cernat, Vinea n'a embrassé le futurisme que parce qu'il ressemblait à son propre art simultanéiste, qui restait cependant « contrôlé par l'intelligence artistique, très éloigné du radicalisme anarchique des futuristes ». Le même point de vue était défendu par Eugen Lovinescu, qui considérait Vinea comme un « extrémiste », mais « en retenue » et « intellectuel ». Jamais adopté par les dadaïstes, il se sentait une affinité naturelle avec le côté conservateur de Dada, illustré par la poésie « belle et virginale » de Hugo Ball. Son côté modéré, par rapport à d'autres, recueillait même l'estime de traditionalistes comme Const. I. Emilian, qui traitait beaucoup d'écrivains d'avant-garde comme des menaces contre hygiène sociale. 
Dans les années 1920 la poésie de Vinea renforça ses connexions avec le surréalisme et l'expressionnisme, rappelant Apollinaire et Georges Linze, superposées à une structure symboliste classique. Dans Lamento, qui donne le ton des années 20, le décor est symboliste :

« Pluies de mars, tragédie citadine,
les arbres se font signe tels les sourds-muets.
Pour le spectacle d'adieu
pleurez des larmes de farine
parmi sonneries, lueurs et bruine
à la Saint-Barthélemy des affiches. »

— Ion Vinea, Lamento
Malgré leurs nombreuses différences de style et d'idéologie, Vinea, Barbu et Mateiu Caragiale partageaient une passion pour Poe, une inspiration redevable à l'obscur substrat balkanique de la Roumanie, et plusieurs autres maniérismes. En 1928, Barbu, imprégné d'un hermétisme poétique quelque peu cérébral, conçut l'idée que Vinea lui était inférieur, un de ces poètes « fainéants » et « hybrides », qui se fiaient à la spontanéité et aux humeurs ; comme le note Nicolae Manolescu, il n'y avait rien d'hermétique en Vinea, le « troubadour prétentieux ». Călinescu qualifiait aussi d'auteur d'une « sentimentalité débridée » et de Cocteau roumain. Pour Tudor Vianu, la poésie lyrique de Vinea était le symptôme d'une nouvelle conscience poétique, où les poètes étaient les « vaisseaux vides » de l'« ineffable ». Vinea n'était pas, cependant, un moderniste purement impulsif : l'étude de ses notes indique qu'il se distinguait de l'écriture automatique des surréalistes en remaniant simplement de la poésie écrite consciemment pour lui donner une structure différente et inhabituelle.

### Prose
Suivant en cela les sillons qu'il a tracés dans ses critiques des années Contimporanul, Vinea a évolué entre des récits conventionnels et modernistes, souvent vers l'autofiction, sous forme de proses courtes fortement influencées par Urmuz,. On peut citer comme exemples : une parodie de Hamlet en 1922 ; un poème en prose futuriste sur l'avènement d'une révolution mondiale (signé « Ivan Aniew ») en 1923 ; et, en 1927, Victoria sălbatică. Selon Manolescu, Descântecul și Flori de lampă est une œuvre ratée, se classant en dessous de modèles comme Macedonski ou Anghel, et annonçant un tournant de Vinea vers un kitsch « insoutenable ».
Il intégra ces caractéristiques dans Paradisul suspinelor, un des romans les plus expérimentaux (et potentiellement le premier) d'avant-garde par un Roumain, bien qu'il reste dans l'ombre des Seigneurs du Vieux-Castel de Caragiale. Il a ajouté au mélange des thèmes sexuels et psychanalytiques, et un narrateur non fiable qui indiquait l'influence d'André Gide. Selon Vianu, une large partie du roman consiste en des remaniements imagistes d'emprunts à la prose d'Arghezi aux échos de synesthésie baudelairienne.
Souvent comparé aux Seigneurs du Vieux-Castel, auquel il fait potentiellement allusion, Lunatecii est en partie, un standard du décadentisme, qui débat de la théorie de la dégénérescence et du déclin de la pureté du sang aristocratique,. Son manque de véritable structure dramatique conduisit Manolescu à poser que Vinea n'avait aucun « sens de l'épique » : « sa valeur réside dans la lenteur de la narration, dans sa suggestion poétique ». Ses techniques narratives durent critiquées par des commentateurs tels qu'Eugen Simion ou Ovid Crohmălniceanu, qui affirmait que le cœur de l'intrigue était plutôt simpliste. Vinea lui-même qualifiait le roman de réalisme magique et de réalisme social, mais, comme l'indique Zaharia-Filipaș, toute forme de réalisme relevait « de l'hésitation et non de la vocation ». Selon le philologue Angelo Mitchievici, Vinea se montrait « ironique » et « camp » par sa réutilisation de conventions décadentes en vigueur chez Poe, Barbey d'Aurevilly, Huysmans et Oscar Wilde, « s'inventant un personnage ». On trouve aussi des allusions directes ou indirectes aux romans de Fitzgerald : des thèmes de Tender Is the Night, et un slogan de The Great Gatsby.
On reconnaît Vinea dans le protagoniste Lucu Silion: un homme de trop, efféminé, la trentaine, avocat sans activité, écrivain démodé, rêvant à un crépuscule sans fin dans sa somptueuse villa. Il est le dernier descendant de sexe masculin d'une illustre famille à principes (dont l'histoire, écrit Simion, est « captivante »), mais s'entoure d'inadaptés, et courtise trois femmes à la fois : une beauté grecque, une catholique délicate, et une dame secrète qui représente un « byzantinisme aux teintes occultes ». Cette dernière est Ana Ulmu, dont l'aventure avec Silion pousse le fiancé Arghir à un grotesque suicide. Ana tente aussi de se tuer, et échoue, laissant Silion se ruiner suel à payer pour son rétablissement à l'hôpital. Lunatecii atteint son summum lorsque Silion tente de kidnapper Ana à son nouveau mari, et finit par être blessé par balle,. Lucu subit une rapide descente en pauvreté, alcoolisme et vagabondage, ne suscitant le respect que de ses compagnons d'invrognerie,.
Une partie du roman est en fait la confession à peine déguisée par Vinea de ses infidélités à Henriette Stahl, avec des récits de débauche sexuelle. Les critiques ont disqualifié des épisodes, les qualifiant de « mauvais goût » ou de « digne d'un penny dreadful ». Alexandru Bogdan-Pitești est un des personnages principaux (comme dans Venin de mai): devenu « Adam Gună », il soutient les escapades libertines et les sociétés littéraires subversives, cultivant l'amoralité et la concupiscence,. Lunatecii révèle aussi la fascination et le dégoût de Vinea pour Nae Ionescu, le journaliste et philosophe d'extrême droite. Il apparaît en tant que « Fane Chiriac », l'homme « aux diaboliques yeux de jade » et à la « lucidité cynique ». Tzara est peut-être caricaturé sous les traits du charlatan à la peau dure, « Dr. Barbu », tandis qu'Alexandru Rosetti est l'héroïque « Filip », qui offre soin et protection à Silion.

### Textes inachevés et apocryphes
Le roman inachevé Venin de mai, considéré par Manolescu comme un « Bildungsroman raté », a comme protagoniste le peintre Andrei Mile, un nouvel alter-ego de Vinea. Plutôt qu'aboulique comme Silion, Mile est guidé par l'excitation des expériences extrêmes, qui ne le conduisent qu'au désespoir et à la perplexité. Il tombe précocement sous le charme de Gună, ce qui permet à Vinea de broder autour des légendes sur le côté interlope de Bogdan-Pitești. Les initiations sexuelles occupent une place majeure dans la narration, et, soutient Manolescu, ne sont d'aucune importance stylistique; le livre est globalement « plus sombre » que Lunatecii, mais « longuet et ennuyeux ». Une partie de l'intrigue est située sur l'île fictionnelle de Vadul Istrului sur le Danube, endroit magique, mais où sévit le paludisme.
En faisant d'Andrei un constructiviste, Venin de mai règle les comptes de Vinea avec Tzara, sous-entendant que la poésie de Dada est purement et simplement « illisible », ainsi qu'avec Constantin Brâncuși, le sage mièvre Gorjan (son portrait, remarque Manolescu « aurait pu être meilleur »). Malgré la présence d'épisodes précis de la vie de l'auteur, comme la mort accidentelle de Nicolae Vinea, son schéma narratif, reconstitué à partir de notes disparates, fut affecté par des choix éditoriaux lors desquels Vinea n'eut pas voix au chapitre.
Outre les textes qu'il a signé, Vinea est l'auteur de passages qui survivent dans le roman de Dumitriu, Les Boyards : un fragment sur des serfs fugitifs sur le Danube, l'histoire de conspirations révolutionnaires en 1917 à Jassy, et des souvenirs mordants de Nae Ionescu et Ion Călugăru,,. Vinea se plaignit publiquement que Lunatecii avait dû être récrit à cause de ces emprunts, mais selon Vartic, cette doléance devrait être prise avec des pincettes.

### Liste
Poésie
- Ora fântânilor, Editura pentru Literatură, Bucarest, 1963-1964 ;
- Poeme, Editura Tineretului, Bucarest, 1969, anthologie de Vasile Nicolescu destinée à un jeune public ;
- Ornic nesupus: versuri. (Poezii de duminică), Eus, Chișinău, 1993, anthologie établie par Leo Butnaru ;

Prose
- Descântecul și Flori de lampă, poèmes en prose, Adevărul, collection Biblioteca Dimineața, 1925 ;
- Paradisul suspinelor, poèmes en prose, Editura Cultura Națională, Bucarest, 1930, avec 5 gravures dont un portrait de Marcel Janco ;
- Lunatecii, roman posthume, Editura pentru Literatură, Bucarest, 1965, réédition en 2019 ;
- Venin de mai, roman posthume et inachevé, Dacia, Cluj, 1971 ;
- Publicistică literară, recueil posthume d'articles, Minerva, Bucarest, 1977 ;
- Săgeata și arabescul. Articole și pamflete, recueil posthume d'articles, Minerva, Bucarest, 1984 ;

Traductions
- Sóhajok paradicsoma, Editura Dacia Konyvkiado, Cluj, 1974, traduction en hongrois de Paradisul suspinelor ;
- Árnyékok malma, Editura Kriterion Konyvkiado, Bucarest, 1976, traduction en hongrois de poésies ;
- Ora fântânilor = L'heure des fontaines, Minerva, Bucarest, 1982, édition bilingue, traduction des poèmes en français par Dan Ion Nasta ;
- Whisky Palace & alte elegii. Whisky Palace & altre elegie, Bastion, Timișoara, 2008, édition bilingue roumain et italien, traduction, postface et anthologie critique de Geo Vasile ;
- Paradis destrămat : poeme alese : florilegiu româno-italian = Paradiso disperso : poemi scelti : florilegio romeno-italiano, Bucarest, Vinea, 2005, traduction de Geo Vasile ;

Oeuvres
- Opere, Cluj, Dacia, à partir de 1971, édition établie par Mircea Vaida et Gh. Sprinţeroiu : volume 1 Poezie et volume 2 Venin de mai en 1971, volume 3 Lunatecii en 1973, volume 4 Paradisul suspinelor : proză scurtă ; povestiri en 1974, volume 5 Publicistica en 1978 ;
- Opere, édition critique et préface d'Elena Zaharia Filipaș, Bucarest, Minerva, 1984-2016, en dix volumes : I. Poezii II. Proză scurtă III. Lunatecii IV. Publicistica (1913-1914) V. Publicistica (1920-1924) VI. Publicistica (1925-1926) VII. Publicistica (1927-1928) VIII. Publicistica (1929-1931) IX. Publicistica (1932-1934) X. Publicistica (1935-1940).

## Postérité
Dans les années 1980, Henriette Stahl craignait que la publication tardive des œuvres de Vinea ne l'ait rendu insignifiant pour les lettres roumaines, ses romans « tournant autour de problématiques de qualités et défauts antédiluviens, et par conséquent inintéressants »". Monica Lovinescu au contraire jugeait que « l'évolution glaciale » de Vinea pendant le réalisme socialiste lui avait rendu « ce service paradoxal : Ion Vinea est peut-être plus pertinent aujourd'hui que jamais » Il était « jeune, le même âge que ces jeunes gens qui ne peuvent s'empêcher de chercher de nouveaux chemins, qui ne peuvent se souvenir autrement qu'avec nostalgie de l'itinéraire vers la révolte poétique » Inintentionnellement, toutefois, les jugements de Vinea sur la tradition populaire et la primauté roumaine dans l'art moderne furent recyclés par les nationalistes protochronistes, qui les utilisèrent comme arguments contre l'Ouest. Dans les années 1980 sa collaboration à Evenimentul Zilei fut officiellement classé parmi les actes d'infiltration « des journalistes d'orientation démocrate et antifasciste ».
Sa veuve Elena Vinea hérita de sa collection de manuscrits, et contribua à la publication des textes moins connus de Tzara de la période Gârceni. Après la Révolution roumaine de 1989, l’œuvre de Vinea obtint une pleine reconnaissance. En juillet 1990, lors d'une rétrospective, le journaliste Bedros Horasangian inclut Vinea parmi les « grands maîtres », avec Brunea-Fox, Cocea, Mircea Grigorescu, George Ivașcu, et Tudor Teodorescu-Braniște. Lors d'une exposition en décembre 1992, la néosymboliste Monica Gorovei dévoila un tableau basé sur et portant le même nom que L'Heure des fontaines de Vinea. Une réédition des oeuvres complètes de Vinea fut entreprise par Elena Zaharia-Filipaș à l'institut George Călinescu et plus tard au Musée de la littérature roumaine. Les écrivains Nicolae Țone and Ion Lazu fondèrent les éditions Vinea, acquirent les droits de ses œuvres et firent apposer une plaque rue du Brésil ; Voica Vinea, qui avait hérité de la maison de rue du Brésil, soutint ces projets
Des événements de la vie de Vinea mis en fiction furent relevés non seulement dans sa prose, mais aussi dans celle de ses paires. Dès 1927, il a peut-être inspiré Șcheianu, le protagoniste toxicomane d'Effondrements  de Cezar Petrescu ; il est potentiellement l'intellectuel roumain brièvement mentionné dans  Tender Is the Night. La présence de Vinea est également détectable dans Les Boyards, la partie dont on est sûr qu'elle a été écrite par Dumitriu. De manière posthume, Vinea a aussi servi de modèle à plusieurs personnages des romans d'Henriette Stahl, à commencer par un portrait vengeur : Camil Tomescu dans Fratele meu, omul [Mon frère l'homme].